# یانگ دو
یانگ دو (انگلیسی: Yang Du؛ ۱۵ ژانویه ۱۸۷۵ – ۱۷ سپتامبر ۱۹۳۱) با نویسه‌های چینی ساده‌شده 杨度، سیاست‌مدار اهل دودمان چینگ بود.

## نامها
نام کامل او یانگ چنگزن بود، نام محترمانهٔ او شیزی و نام هنری اش هوگنگ، هوچان، هوچانشی، هوتوتو و شیهو بود.

## زندگی
یانگ دو در خانواده ای با گذشتهٔ کشاورزی به دنیا آمد او اهل روستای شیتانگ در شیانگتان در استان هونان بود. پدربزرگ او، لیتانگ یک سرباز ارتش شیانگ و پدرش یک کشاورز بود.